# Gunung Manaon (Panyabungan)
Gunung Manaon is een bestuurslaag in het regentschap Mandailing Natal van de provincie Noord-Sumatra, Indonesië. Gunung Manaon telt 860 inwoners (volkstelling 2010).